# 胡克頓 (北卡羅萊納州)
胡克頓（英語：Hookerton）是一個位於美國北卡羅萊納州格林縣的城鎮。

## 人口
根據2020年美國人口普查的數據，胡克頓的面積為0.83平方千米，皆為陸地。當地共有人口413人，而人口密度為每平方千米498人。